# الهجرين (دوعن)
الهجرين هي إحدى مناطق بمديرية دوعن التابعة لمحافظة حضرموت، بلغ تعداد سكانها 2168 نسمة حسب تعداد اليمن لعام 2004. وتقع في بداية وادي دوعن على مرتفع صخري مشرف على مدخل الوادي الأيمن والأيسر، ويبلغ ارتفاع المرتفع الصخري بـ 950 م تقريباً، وتكاد تكون المدينة الأكثر ارتفاعاً في دوعن وتبدو وكأنها جزيرة حيث تتربع فوق جبل كحصن منيع. وتبعد عن مدينة سيئون حوالي 100 كم.
الهجرين واحدة من أعرق مدن حضرموت التاريخية والثقافية فهي حاضنة الشاعر الجاهلي المعروف امرئ القيس الكندي أحد رموز الحضارة القديمة. وكانت تعتبر مدينة إستراتيجية في تاريخ اليمن القديم في عهد مملكة حضرموت والدولة الحميرية. وتعد قبلة للسياح ومزاراً لعدد من المثقفين والباحثين لما تكتنزه من معالم أثرية وتاريخية ومقومات سياحية متعددة الجوانب، إذ أنها تقع على مقربة من مستوطنة ريبون التاريخية المدينة التي يعود تاريخها إلى ما قبل القرن السابع قبل الميلاد، والتي تقع إلى الشمال الغربي من الهجرين، وهي موطن بعض قبائل قبيلة كندة العريقة مثل آل بن عفيف وآل باسلامه (باداس) وآل بن محفوظ.

## سبب التسمية
وعن سبب تسمية الهجرين فقد جاء في القاموس المحيط "الهجران" مثنى، ومفرده "هجر"، وهي القرية بلغة حمير والعرب العاربة، وذكر الهمداني في صفة جزيرة العرب: "الهجران قريتان متقابلتان في رأس جبل يطلع إليه من كل جانب يقال لأحدهما (خيدون) وقد سكنها بنو الصدف من كنده وللأخرى (دمون) وسكنها بنو الحارث المذكورة في أشعار امرئ القيس، ودمون اسم لساقية (مجرى ماء). وقال المؤرخ ابن عبد الإله في كتابه معجم البلدان: "هي واقعة في حضن جبل فارد جاثم على الأرض من غير عنق وموقع الهجرين في جنبه الأيسر وعلى حارك ذلك الجبل بلدة صغيرة يقال لها (المنيظرة) وجنب ذلك الجبل من جهة الشمال آثار دمون".

## الأماكن التاريخية

### دمون
موطن الشاعر امرؤ القيس بن حجر الكندي وآبائه وأجداده وقاعدة مملكة كندة، وقد ذكرها في أشعاره حيث قال:

### جبل صيلع
وفي سنة ٩٤٠ هـ بنى بدر أبو طويرق سلطان حضرموت بلد صيلع، وهي بقرب الهجرين واسكن فيها ال محفوظ الكنديين وال باداس من كندة، وهم المشهورون بال باسلامه بعد أن اجليت القبيلتان من الهجرين، ولعل الذي اجلاهم السلطان محمد الكثيري، وهذا مما يدل على أن المذكورين كانوا معه اولا على وفاق قبل أن يخرجوا عليه، عاد ال باسلامه باداس إلى الهجرين في مابعد.

### جبل المنيصور
ويوجد به جوابي للمياه ونقوش ومنحوتات طمست مع مر الزمن، ويحرص السياح الزائرون على الصعود إليه رغم أن الطريق المؤدي إليه وعرة وجبلية .
وقد اشير اليه في الاشعار :
والمنيصور قمة عالية *** بين باداس والشيخ العفيف

### كهف القزة
أكدت الأبحاث أن تاريخه يعود إلى العصر الحجري، وقد ذكره الهمداني بقوله: «ولهم غيل يصب من سفح الجبل».

### بيت الإمام المهاجر
وهو مقام للإمام المهاجر حيث تقام فيه الطقوس الدينية في الأعياد وتعلم أمور الدين، ويسمى غرفة المهاجر أحمد بن عيسى الذي دخل الهجرين بعد هجرته من العراق، وهو جد السادة بني علوي.
وهناك بعض الأماكن الدينية الأخرى كغرفة الحبيب علي بن حسن العطاس، وزاوية الشيخ أحمد بالوعار التي اندثرت وطمست معالمها، ووجود قبور مقدسية في شرق المدينة.